# Marana (Arizona)
Marana – miasto w Stanach Zjednoczonych, w stanie Arizona, w hrabstwie Pima. Według spisu w 2020 roku liczy 51,9 tys. mieszkańców. 20. co do wielkości miasto stanu Arizona. Leży ok. 35 km na północny zachód od Tucson.

## Odkrycia archeologiczne
W 2009 roku, w Marana odkryto najstarszy system kanałów rolniczych w kraju. Uważa się, że kanały „Las Capas” były częścią cywilizacji, która żyła na tym obszarze i uprawiała ziemię od 2500 do 4200 lat temu. Znajduje się tutaj kilka ważnych stanowisk archeologicznych. 